# Les Incendiaires
Les Incendiaires je francouzský němý film z roku 1906. Režisérem je Georges Méliès (1861–1938). Film trvá zhruba 7 minut.

## Děj
Gang hrdlořezů zabije farmáře, zapálí jeho farmu a ukradne veškerý výtěžek z jeho prodeje. Zodpovědná osoba je brzy zatčena a postavena před soud za své zločiny. Nelítostný zločinec je odsouzen k trestu smrti gilotinou.